# Acontia albida
Acontia albida is een vlinder uit de familie van de uilen (Noctuidae). De wetenschappelijke naam van deze soort is voor het eerst voorgesteld als Stylorache albida door George Francis Hampson in een publicatie uit 1914.
De soort komt voor in Argentinië.